# Districte de Slesvig-Flensburg
El Districte de Slesvig-Flensburg (en alemany Kreis Schleswig-Flensburg, danès Slesvig-Flensborg) és un districte a l'estat federal alemany de Slesvig-Holstein. Té una minoria de gent de parla danesa protegida.

## Geografia
Limita amb els districtes de Rendsburg-Eckernförde, de Dithmarschen i de Nordfriesland, la Regió de Syddanmark (Dinamarca), la ciutat de Flensburg i el Mar Bàltic.

## Economia

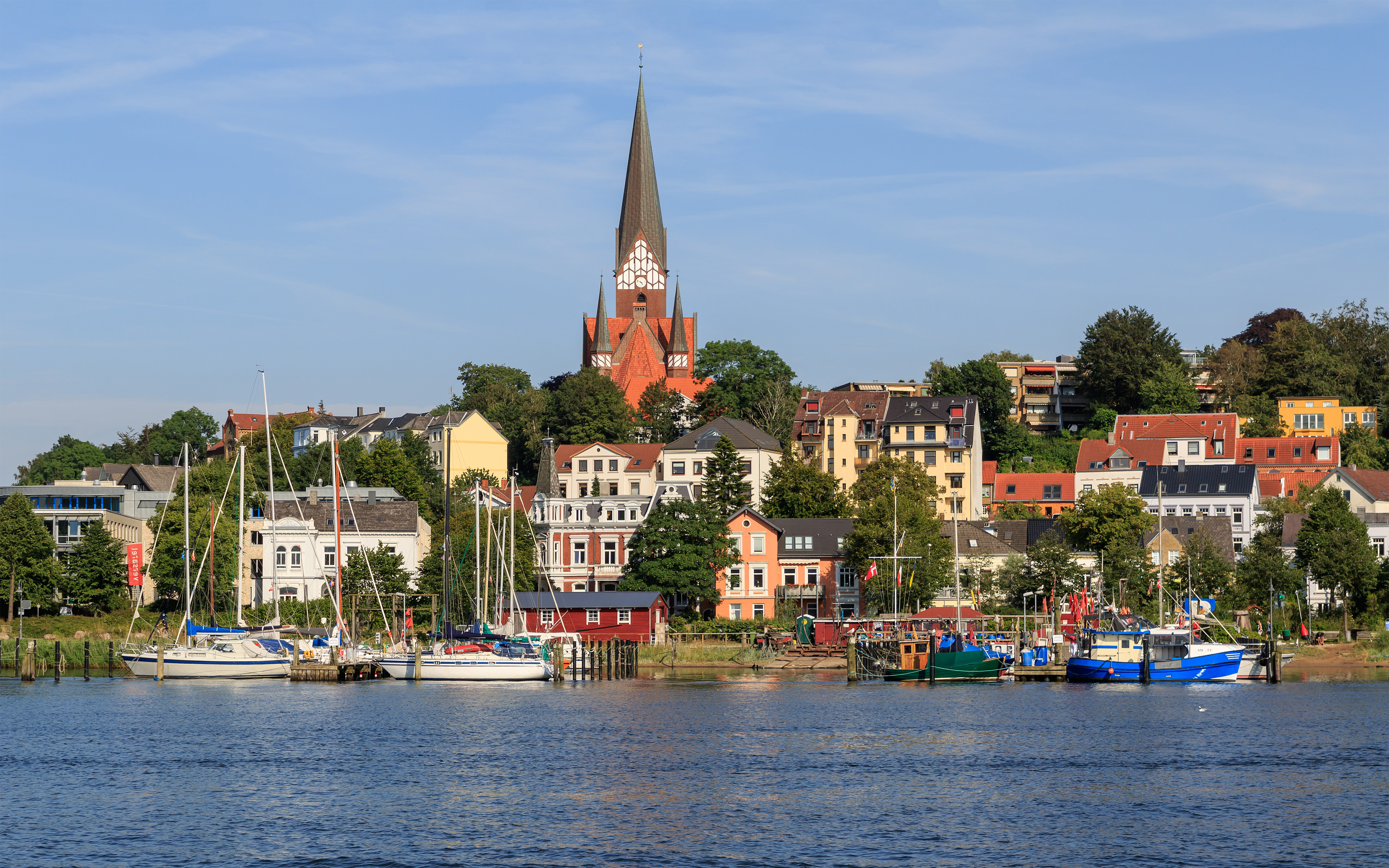
Flensburg pertany a la regió de desenvolupament econòmic

Les activitats industrials del districte giren a l'entorn de la seva capital, la ciutat de Flensburg, que és un important centre d'activitats i de negocis. Després de la capital, la ciutat de Harrislee és la segona àrea industrial en importància. A la regió es poden trobar empreses de la indústria de l'alimentació (avui dia existeixen més de 20 empreses dins aquest sector) que representen al voltant del 70% del teixit industrial de la zona.
Les empreses més importants de processament de carn es troben a les ciutats de Böklund, Satrup i Steinbergkirche i les de processament de làctics a Kappeln i Nordhackstedt. La Societat per a la promoció de l'economia WiREG (Wirtschaftsförderungs- und Regionalentwicklungsgesellschaft Flensburg/Schleswig) amb seu a Flensburg des de l'any 1996, es dedica a la millora constant de les infraestructures i dels llocs de treball en la regió.

### Regionalprogramm 2000
En el marc del programa Feder dels Fons estructurals de la Unió Europea es va crear el programa regional Regionalprogramm 2000 per a desenvolupar les infraestructures de l'estat de Slesvig-Holstein i particularment les d'aquest districte.

### Turisme

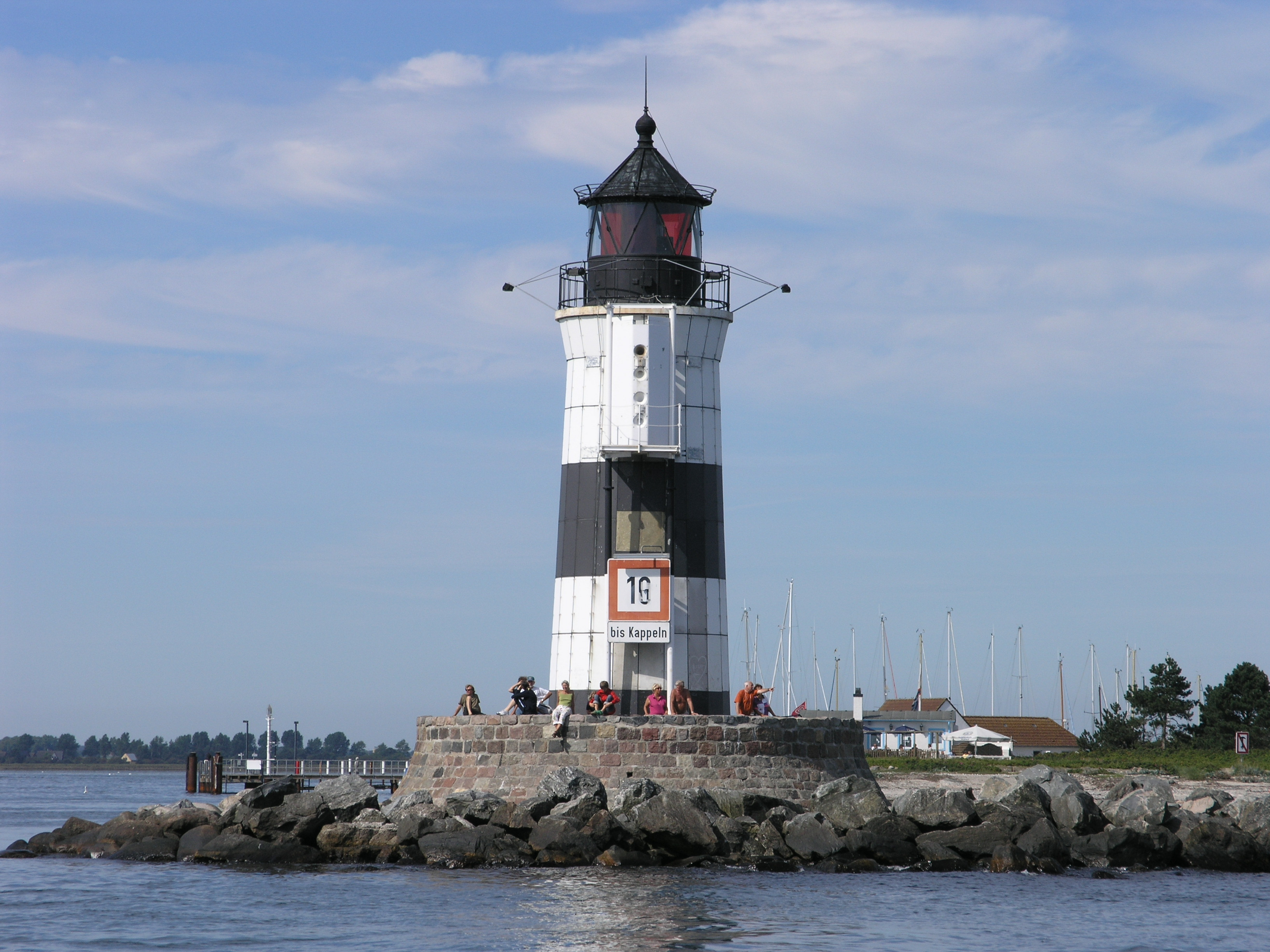
Far a l'Schlei a Schleimünde

Al braç de mar de l'Schlei es troben els establiments turístics més importants de la costa del Mar Bàltic amb una oferta de llits suficient per a suportar la demanda dels mesos d'estiu. El turisme se centra en la costa i en la natura.

### Gastronomia
Una de les especialitats de la zona són l'Angler Muck, una barreja alcohòlica de begudes, basades en el rom i que és servida calenta. És similar al grog.

## Composició del Consell del Districte
| Partit               | %      | Escons |
| -------------------- | ------ | ------ |
| CDU                  | 43,97% | 26     |
| SPD                  | 22,49% | 13     |
| SSW                  | 15,04% | 8      |
| Aliança 90/Els Verds | 6,98%  | 4      |
| FDP                  | 6,39%  | 3      |
| Die Linke            | 5,12%  | 3      |

## Composició del Districte
| Viles independents i municipis                                |
| ------------------------------------------------------------- |
| 1. Glücksburg 2. Kappeln 3. Slesvig 4. Handewitt 5. Harrislee |

| Amts | Amts | Amts |
| --- | --- | --- |
| - 1. Arensharde 1. Bollingstedt 2. Ellingstedt 3. Hollingstedt 4. Hüsby 5. Jübek 6. Lürschau 7. Schuby 8. Silberstedt (seu) 9. Treia - 2. Eggebek 1. Eggebek (seu) 2. Janneby 3. Jerrishoe 4. Jörl 5. Langstedt 6. Sollerup 7. Süderhackstedt 8. Wanderup - 3. Geltinger Bucht 1. Ahneby 2. Esgrus 3. Gelting 4. Hasselberg 5. Kronsgaard 6. Maasholm 7. Nieby 8. Niesgrau 9. Pommerby 10. Quern 11. Rabel 12. Rabenholz 13. Stangheck 14. Steinberg 15. Steinbergkirche (seu) 16. Sterup 17. Stoltebüll - 4. Haddeby 1. Borgwedel 2. Busdorf (seu) 3. Dannewerk 4. Fahrdorf 5. Geltorf 6. Jagel 7. Lottorf 8. Selk | - 5. Hürup 1. Ausacker 2. Freienwill 3. Großsolt 4. Hürup (seu) 5. Husby 6. Maasbüll 7. Tastrup - 6. Kappeln-Land (seu: Kappeln) 1. Arnis 2. Grödersby 3. Oersberg 4. Rabenkirchen-Faulück - 7. Kropp-Stapelholm 1. Alt Bennebek 2. Bergenhusen 3. Börm 4. Dörpstedt 5. Erfde 6. Groß Rheide 7. Klein Bennebek 8. Klein Rheide 9. Kropp (seu) 10. Meggerdorf 11. Norderstapel 12. Süderstapel 13. Tetenhusen 14. Tielen 15. Wohlde - 8. Langballig 1. Dollerup 2. Grundhof 3. Langballig (seu) 4. Munkbrarup 5. Ringsberg 6. Wees 7. Westerholz - 9. Mittelangeln 1. Havetoftloit 2. Rüde 3. Satrup (seu) 4. Schnarup-Thumby 5. Sörup - 10. Oeversee 1. Oeversee 2. Sieverstedt 3. Tarp (seu) | - 11. Schafflund 1. Böxlund 2. Großenwiehe 3. Hörup 4. Holt 5. Jardelund 6. Lindewitt 7. Medelby 8. Meyn 9. Nordhackstedt 10. Osterby 11. Schafflund (seu) 12. Wallsbüll 13. Weesby - 12. Südangeln 1. Böklund (seu) 2. Brodersby 3. Goltoft 4. Havetoft 5. Idstedt 6. Klappholz 7. Neuberend 8. Nübel 9. Schaalby 10. Stolk 11. Struxdorf 12. Süderfahrenstedt 13. Taarstedt 14. Tolk 15. Twedt 16. Uelsby - 13. Süderbrarup 1. Böel 2. Boren 3. Brebel 4. Dollrottfeld 5. Ekenis 6. Kiesby 7. Loit 8. Mohrkirch 9. Norderbrarup 10. Nottfeld 11. Rügge 12. Saustrup 13. Scheggerott 14. Steinfeld 15. Süderbrarup (seu) 16. Ulsnis 17. Wagersrott |